# Prêmio Julius Springer de Física Aplicada
O Prêmio Julius Springer de Física Aplicada (em alemão:  Julius-Springer-Preis für angewandte Physik) é concedido anualmente desde 1998 a pesquisadores com contribuições excepcionais e inovativas à física aplicada. É concedido pelos editores dos periódicos científicos Applied Physics A e Applied Physics B. É acompanhado por uma recompensa financeira de US$ 5.000. É denominado em memória do editor Julius Springer, fundador da Springer-Verlag.

## Ganhadores
- 1998: Peter Fromherz
- 1999: Shuji Nakamura
- 2000: Richard Stanley Williams e James R. Heath
- 2001: Eli Yablonovitch
- 2002: Cees Dekker[1]
- 2003: Anne L’Huillier e Ferenc Krausz
- 2004: Hongjie Dai e Yang Peidong
- 2005: Hidetoshi Katori
- 2006: Viola Vogel
- 2007: Stefan Hell
- 2008: Phaedon Avouris e Tony Heinz
- 2009: Motoichi Ohtsu
- 2010: Federico Capasso
- 2011: Orazio Svelto[2]
- 2012: Thomas Elsässer e Horst Weller
- 2013: John Pendry
- 2014: Harry Atwater e Albert Polman
- 2015: Mikhail Lukin
- 2016: Roland Wiesendanger e Xiang Zhang
- 2017: Victor Malka
- 2018: Guus Rijnders
- 2019: Jerome Faist[3]
- 2020: Leon Chua
- 2021: Jun Ye